# Dziesiętnik
Dziesiętnik – stosowane w przeszłości określenie dowódcy pododdziału wojska lub policji (milicji), złożonego z dziesięciu wojowników (żołnierzy, funkcjonariuszy).
Dziesięciu dziesiętników wraz ze swoimi podkomendnymi tworzyło oddział złożony ze stu zbrojnych dowodzony przez setnika.